# نظرية دورة الخلية التناسلية
بدلاً من النظر إلى الشيخوخة على أنها فقدان الوظائف كلما تقدمنا في السن، فإن نظرية دورة الخلية التناسلية تعرّف الشيخوخة بأنها أي تغير يحدث في جسم الكائن الحي بمرور الوقت والدليل على ذلك أنه إذا توقفت جميع التفاعلات الكيميائية في الجسم وتوقف التغيير، فلن تحدث الشيخوخة.  وبما أن التغير الأكثر أهمية في جسم الكائن الحي هو التفاعلات الكيميائية التي تؤدي إلى تطور الخلية الواحدة إلى بنية متعددة الخلايا، فمن المعتقد أن كل ما يتحكم في هذه التفاعلات الكيميائية التي تنظم نمو الخلية وتطورها وموتها يتحكم أيضًا في الشيخوخة. تزعم هذه النظرية أن التغيرات في الخلايا تنشأ نتيجة للهرمونات التناسلية للمحور الوطائي للغدد التناسلية النخامية (محور HPG).  لقد تبين أن هناك مستقبلات للهرمونات التناسلية (مثل الإستروجين والبروجستين والأندروجين وموجهة الغدد التناسلية) في جميع أنسجة الجسم.  ولذلك، تعزز هرمونات المحور الوطائي للغدد التناسلية النخامية عادةً نمو جسم الكائن الحي وتطوره في وقتٍ مبكر من حياته من أجل الإنجاب.  بعد ذلك، تبدأ مستويات الهرمونات في التغير لدى الرجال حول سن الثلاثين وفي النساء بشكلٍ مفاجئ عند الوصول إلى الإياس في سن الخمسين تقريبًا. وعندما يصبح المحور الوطائي للغدد التناسلية النخامية غير متوازن ويكون نمو الخلايا وتطورها غير منتظم، مما قد يؤدي إلى موت الخلايا واختلال وظائفها، وعندئذ تبدأ مرحلة الشيخوخة؛ فتتراكم الخلايا والأنسجة والأعضاء التالفة بمرور الوقت؛ ويتبع ذلك الاختلال الوظيفي الذي يظهر عند التقدم في العمر.
تأتي الأدلة المؤيدة لهذه النظرية من دراسات الأمراض التي تبين أن النساء اللواتي يبلغن سن اليأس في وقتٍ متأخر يكنّ أقل عرضةً للإصابة بـ أمراض القلب، والسكتة الدماغية، والخرف، وهشاشة العظام؛ مما يؤيد نظرية أنه كلما طالت مدة توازن المحور الوطائي للغدد التناسلية النخامية، أصبح الفرد أقل عرضةً للإصابة بالأمراض المرتبطة بالتقدم في السن.  وعلى العكس تمامًا، فقد ثبت أن انقطاع الطمث الجراحي يزيد من احتمالية الإصابة بهذه الأمراض.  من ناحيةٍ أخري، تأتي الأدلة الأكثر إقناعًا وتدعيمًا من دراسات العلاج باستبدال الهرمونات (HRT).  يوضح البحث الذي تم إجراؤه على النساء والرجال ممن خضعوا للعلاج باستبدال الهرمونات أن أخذ الهرمونات الجنسية المتطابقة بيولوجيًا مع هرمونات الإنسان يؤخر بداية الشيخوخة، ويقلل احتمالية الإصابة بالأمراض المرتبطة بالسن مثل أمراض القلب، ومرض الزهايمر، وهشاشة العظام، وبعض أنواع السرطان، أو يساعد في التعافي منها سريعًا.  ولكن اتضح أن هذه التأثيرات خاصة بالهرمونات البيولوجية فقط.  كذلك، تبين أن استخدام الهرمونات غير البشرية أو الاصطناعية يزيد من خطورة الإصابة ببعض الأمراض.  وقد أثبتت 18 دراسة أن هناك زيادة في أعمار النساء اللواتي يخضعن للعلاج باستبدال الهرمونات.
توضح المزيد من الدراسات المؤيدة لهذه النظرية أن كبت المحور الوطائي للغدد التناسلية النخامية - كما هو الحال عند تعرض الكائنات الحية إما لـ انخفاض السعرات الحرارية، أو نزلات البرد أو إرهاق التدريب - يزيد من عمر الإنسان.  ويعتبر ذلك بمثابة آلية حفظ تطورية تسمح للكائن الحي بكبت إشارات المحور الوطائي للغدد التناسلية النخامية وإيقاف الإنجاب؛ وبالتالي تحفظ موارد الإنجاب (الخلايا العروسية) لوقتٍ لاحق حينما تكون البيئة مناسبة لزيادة الإنجاب.  وحيث إن نفس أنواع الهرمونات تتحكم في الإنجاب والشيخوخة ، فإن الحيوان يصبح بذلك قادرًا على تنظيم خصوبته ومعدل عمره وفقًا للظروف البيئية.

## وصلات خارجية
- The Laboratory of Aging, Endocrinology and Disease